# Сапопан

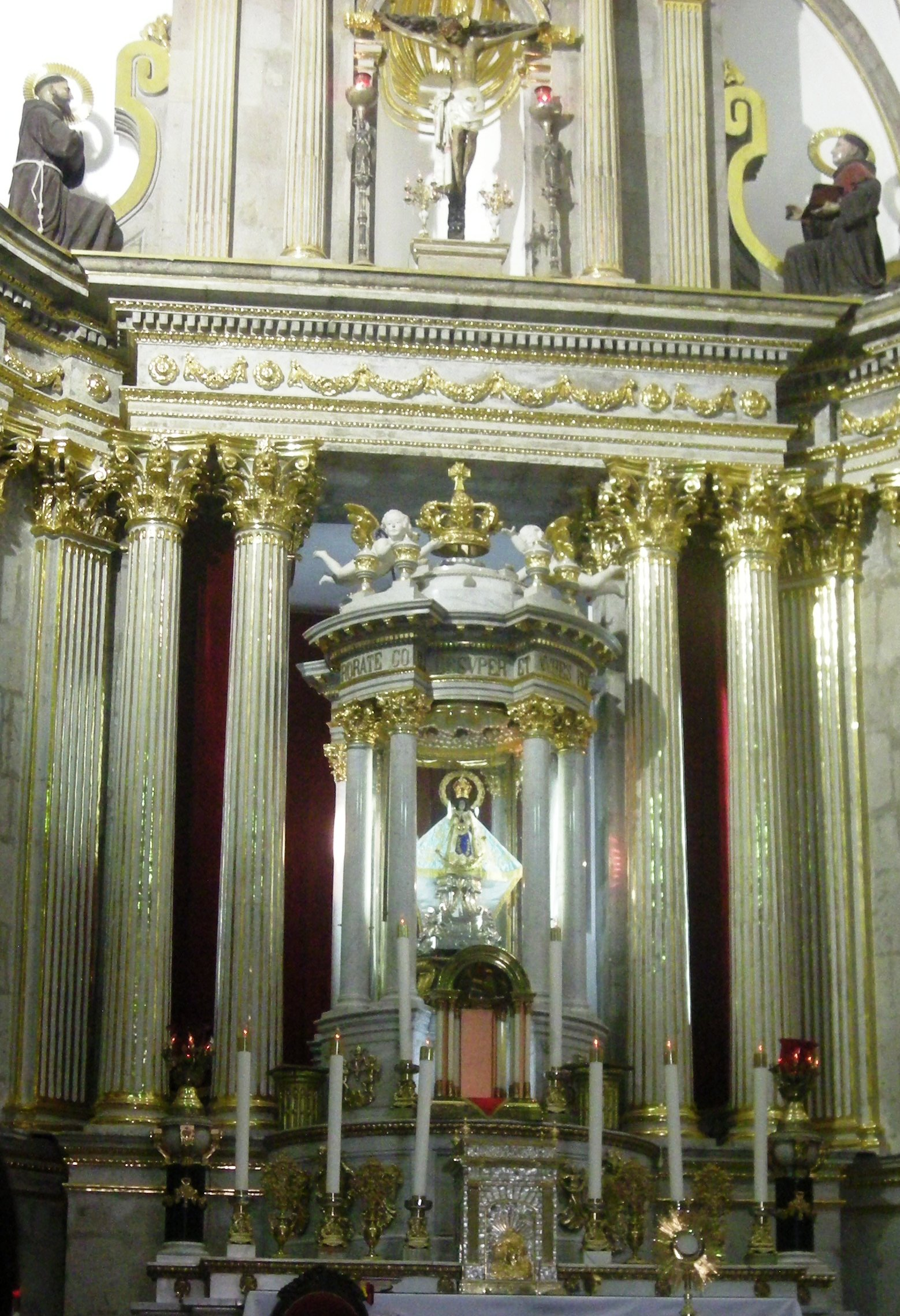
Головний вівтар з дівою Сапопан

Сапопан (ісп. Zapopan) — місто та муніципалітет в Мексиці, в штаті Халіско, північне передмістя адміністративного центру штату Гвадалахари, з яким утворює єдину агломерацію. Населення — 1 155 790 осіб.
Місто відоме, як батьківщина Діви Сапопан, її зображення XVI століття визнано католицькою церквою, таким, що здійснює чудеса, навіть папа Іван Павло II відвідував місто. У місті базується один з найвідоміших мексиканських футбольних клубів  Гвадалахара.

## Назва
Назва Сапопан походить з мови Науатль: слово «tzapopantl» означає «серед дерев сапоте».

## Історія
До іспанського завоювання цю територію населяли народи: сапотеки, нахуа, мая, ацтеки.
Територія була взята під іспанський контроль 1530 року конкістадором Нуньо де Гузманом, однак іспанського поселення не було організовано аж до 1541 через війну Мікстон іспанських завойовників з чичимеками. 
У цей рік в рамках енком’єнди Франціско де Бобаділла привів зі своїх земель близько 130 індіанців для відновлення населення в околицях Сапопан.

## Діва Сапопан і її базиліка

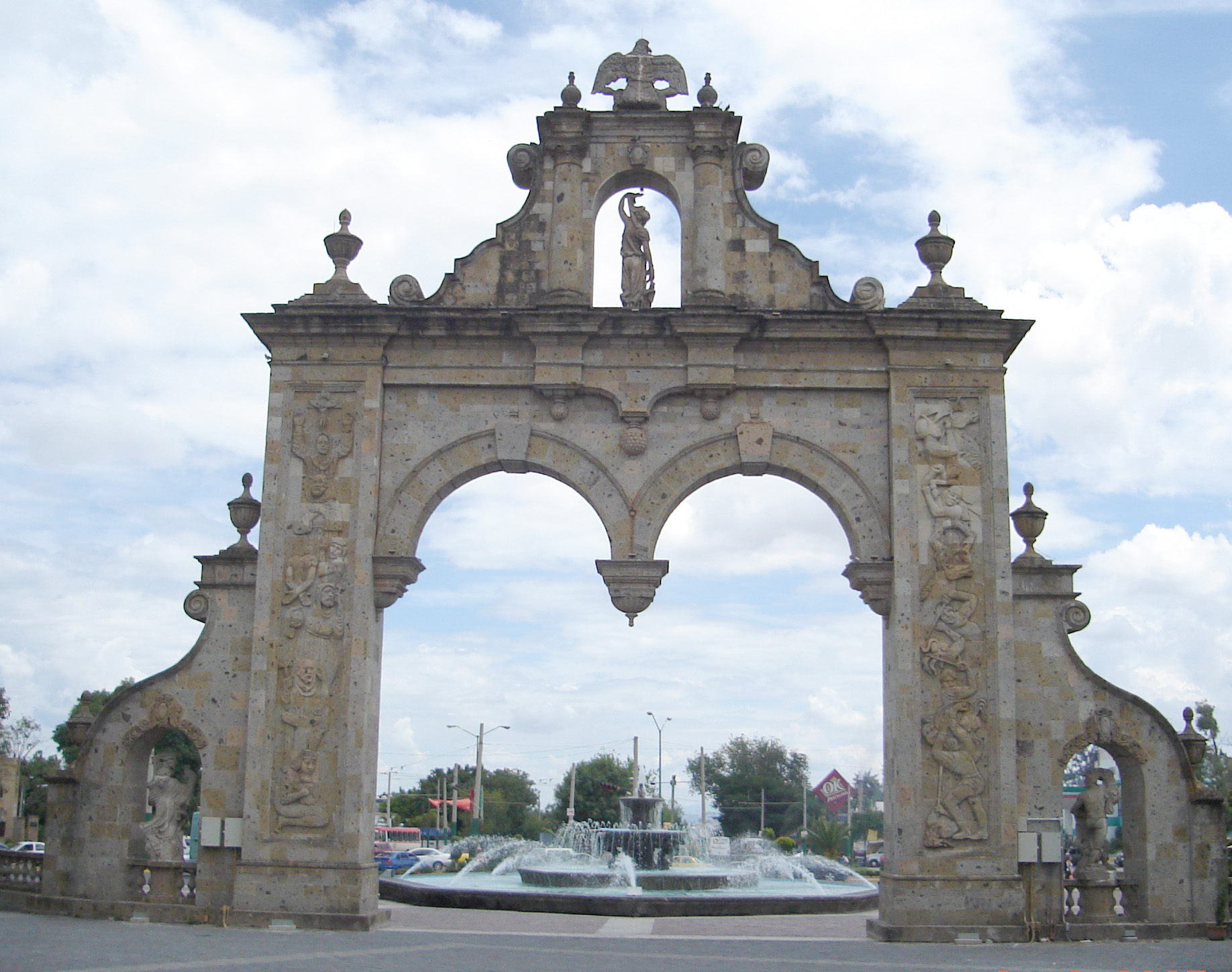
Вхідна арка

Шанування Діви Сапопан прийняло постійний характер у зв'язку з початком будівництва базиліки 1689 року. Закінчено будівництво було лише 1892 року.

## Інші пам'ятки
Муніципальний палац був побудований 1942 року, спочатку як школа. У місті є стадіон «Чівас» на 45 000 осіб, музей мистецтв, університет, театр Галеріас.

## Галерея

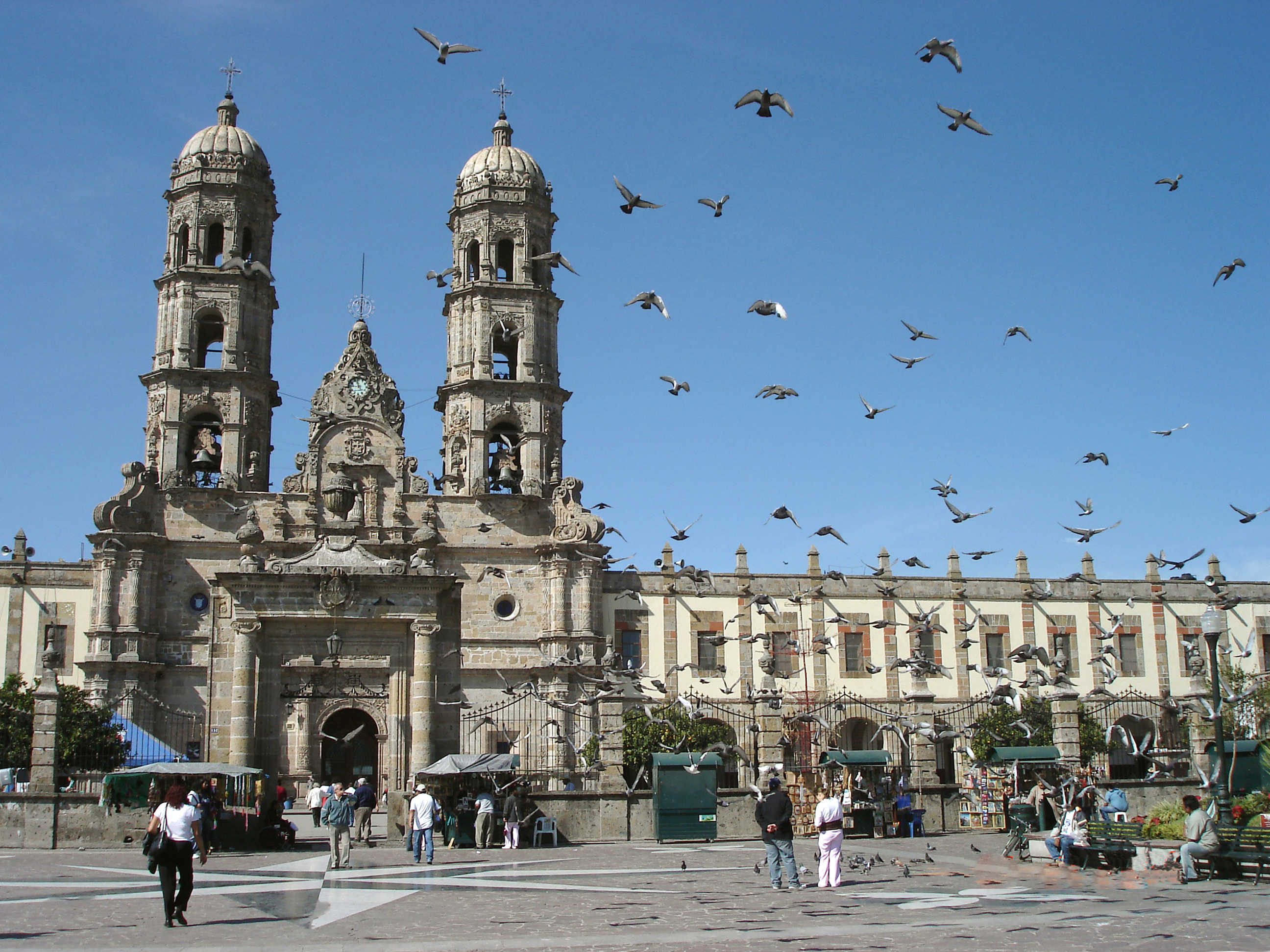
Базиліка Сапопан

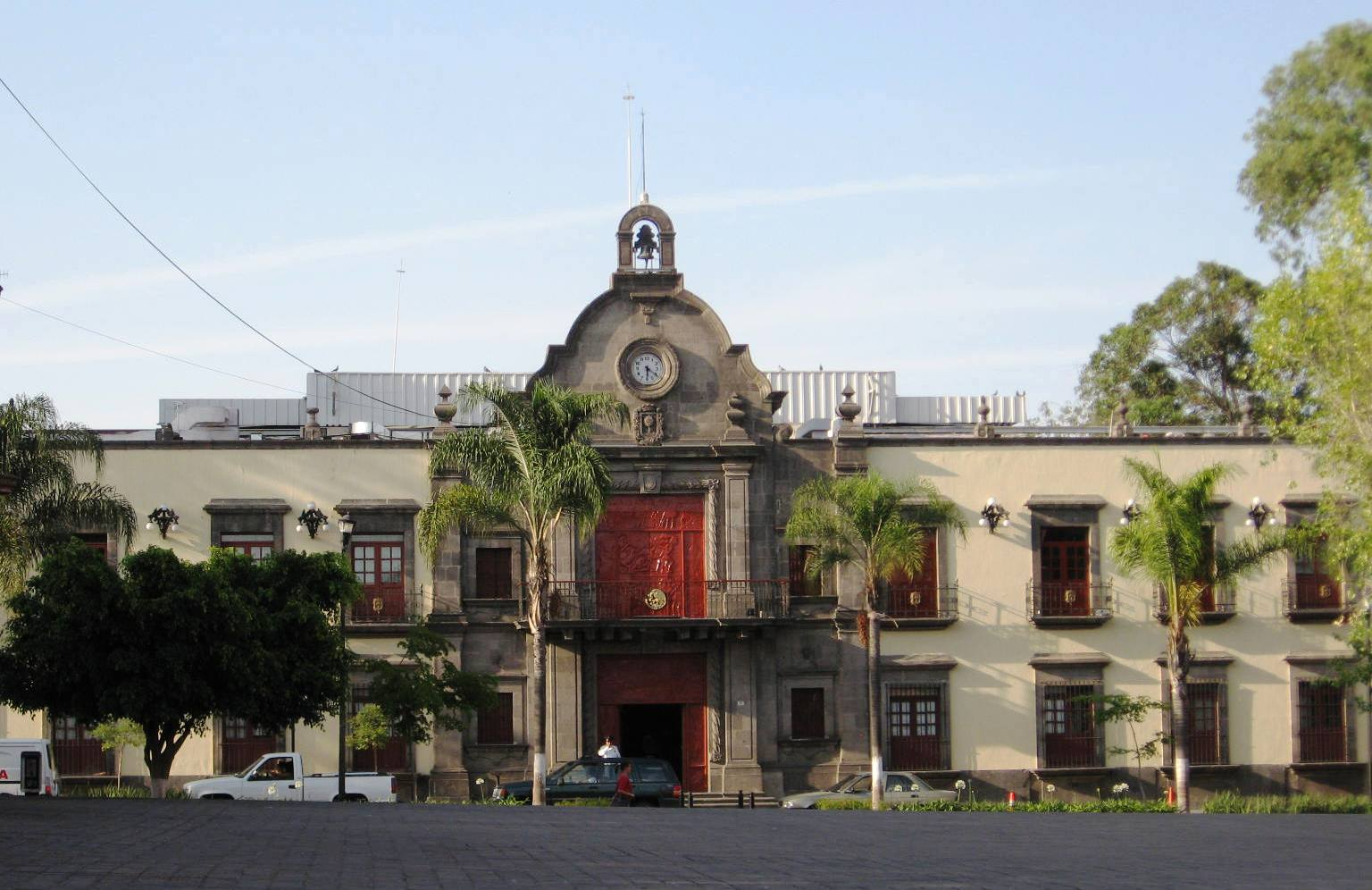
Муніципальний Палац

## Клімат
| Клімат Сапопан                        | Клімат Сапопан                        | Клімат Сапопан                        | Клімат Сапопан                        | Клімат Сапопан                        | Клімат Сапопан                        | Клімат Сапопан                        | Клімат Сапопан                        | Клімат Сапопан                        | Клімат Сапопан                        | Клімат Сапопан                        | Клімат Сапопан                        | Клімат Сапопан                        | Клімат Сапопан                        | Клімат Сапопан                        | Клімат Сапопан                        | Клімат Сапопан                        |
| Температура (°C) і середні опади (мм) | Температура (°C) і середні опади (мм) | Температура (°C) і середні опади (мм) | Температура (°C) і середні опади (мм) | Температура (°C) і середні опади (мм) | Температура (°C) і середні опади (мм) | Температура (°C) і середні опади (мм) | Температура (°C) і середні опади (мм) | Температура (°C) і середні опади (мм) | Температура (°C) і середні опади (мм) | Температура (°C) і середні опади (мм) | Температура (°C) і середні опади (мм) | Температура (°C) і середні опади (мм) | Температура (°C) і середні опади (мм) | Температура (°C) і середні опади (мм) | Температура (°C) і середні опади (мм) | Температура (°C) і середні опади (мм) |
| Місяць                                | січень                                | лютий                                 | березень                              | квітень                               | травень                               | червень                               | липень                                | серпень                               | вересень                              | жовтень                               | листопад                              | грудень                               | Рік                                   |                                       |                                       |                                       |
| ------------------------------------- | ------------------------------------- | ------------------------------------- | ------------------------------------- | ------------------------------------- | ------------------------------------- | ------------------------------------- | ------------------------------------- | ------------------------------------- | ------------------------------------- | ------------------------------------- | ------------------------------------- | ------------------------------------- | ------------------------------------- | ------------------------------------- | ------------------------------------- | ------------------------------------- |
| Максимальна                           | 20                                    | 22                                    | 27                                    | 30                                    | 31                                    | 30                                    | 30                                    | 28                                    | 25                                    | 23                                    | 21                                    | 20                                    | 27                                    |                                       |                                       |                                       |
| Мінімальна                            | 4                                     | 5                                     | 9                                     | 12                                    | 14                                    | 17                                    | 17                                    | 16                                    | 16                                    | 14                                    | 4                                     | 3                                     | 10                                    |                                       |                                       |                                       |
| Середня                               | 16,9                                  | 19,1                                  | 20,5                                  | 22,4                                  | 24,6                                  | 24,1                                  | 22,3                                  | 22,1                                  | 21,8                                  | 20,6                                  | 19,1                                  | 17,0                                  | 20,9                                  |                                       |                                       |                                       |
| Середні опади (мм)                    | 11,7                                  | 53                                    | 32                                    | 25                                    | 74                                    | 100,4                                 | 189,2                                 | 166,9                                 | 120,1                                 | 46                                    | 6,5                                   | 7                                     | 992,6                                 |                                       |                                       |                                       |
| Джерела:                              |                                       |                                       |                                       |                                       |                                       |                                       |                                       |                                       |                                       |                                       |                                       |                                       |                                       |                                       |                                       |                                       |

## Міста-побратими
- Гранд-Репідс, США
- Антигуа-Гватемала, Гватемала
- Сан Педро Сула, Гондурас
- Кирьят-Бялик, Ізраїль
- Баія-де-Бандерас, Мексика
- Веракрус, Мексика
- Ченстохова, Польща
- Масан, Республіка Корея

та інші...

## Цікаві факти
- Сапопан — один з десяти міст-мільйонерів Мексики.